# Hélène Sertznig
Hélène Sertznig (* 6. Juni 1990 in Grevenmacher) ist eine ehemalige luxemburgische Fußball-, Futsal- und Tischtennisspielerin.

## Sportkarriere

### Fußball

#### Vereine
Sertznig begann im Alter von zwölf Jahren beim FC Jeunesse Junglinster mit dem Fußballspielen und rückte im Alter von 17 Jahren in deren erste Mannschaft auf. Für den Zweitligisten bestritt sie von 2007 bis 2009 Punktspiele, in denen sie 16 (11 und 5) Tore erzielte.
Nach Deutschland gelangt, gehörte sie von Dezember 2009 bis Juni 2010 der SG Lütgendortmund an, für deren Zweitvertretung sie in der Bezirksliga Westfalen elf Punktspiele bestritt, in denen ihr vier Tore gelangen. Da sie für die erste Mannschaft in der drittklassigen Regionalliga West keine Berücksichtigung fand, wechselte sie zur Saison 2010/11 zum  VfL Bochum, für deren zweite Mannschaft sie in der viertklassigen Westfalenliga drei Tore in 21 Punktspielen erzielte. Danach kehrte sie zur SG Lütgendortmund zurück, der in der Saison 2011/12 abstiegsbedingt in der viertklassigen Westfalenliga vertreten war. Anschließend spielte sie für den Ligakonkurrenten SpVg Berghofen, mit dem sie am Ende ihres dritten Jahres ihrer Vereinszugehörigkeit Platz 2 hinter Westfalenmeister Arminia Bielefeld belegte. Nach einer von Oktober 2015 bis August 2016 eingelegten Pause vom Fußballsport, kehrte sie zu Saisonbeginn 2016/17 zur SpVg Berghofen zurück, mit der sie am Saisonende die Westfalenmeisterschaft gewann, wozu sie mit sieben Toren in 22 Punktspielen beigetragen hatte, und in die Regionalliga West aufstieg. In dieser Spielklasse wurde sie in 25 von 26 Saisonspielen eingesetzt, in denen sie ihre einzigen beiden Tore am 4. Februar 2018 (14. Spieltag) beim 9:0-Sieg im Auswärtsspiel gegen die Sportfreunde Uevekoven mit den Treffern zum 6:0 und 7:0 in der 63. und 66. Minute erzielte. Ihr Regionalligadebüt gab sie zum Saisonauftakt am 3. September 2017 beim 1:0-Sieg im Heimspiel gegen den zuvor genannten Verein. Nach Essen gelangt, spielte sie eine Saison lang für die SpVgg Steele 03/09 in der Niederrheinliga. Mit ihrer Rückkehr nach Dortmund ließ sie ihre Spielkarriere bei der zweiten Mannschaft der SpVg Berghofen in der Westfalenliga ausklingen.

#### Nationalmannschaft
Sertznig bestritt sieben Länderspiele für die A-Nationalmannschaft. Sie debütierte als Nationalspielerin am 10. Mai 2008 in Rodange beim 3:0-Sieg über die Nationalmannschaft Lettlands im Rahmen eines UEFA Mini-Turniers. Zwei und fünf Tage später erlitt sie in Niederkorn und Junglinster die 0:3 und 2:4-Niederlage gegen die Nationalmannschaften Kasachstans und Färöers. Im Spieljahr 2008 kam sie im Freundschaftsländerspiel gegen die Nationalmannschaft Wales’ und in zwei weiteren Turnierspielen eines UEFA Mini-Turniers zum Einsatz. Ihren letzten Einsatz für den FLF hatte sie am 18. Oktober 2009 in Nes Ziona bei der 1:9-Niederlage gegen die Nationalmannschaft Israels.

### Futsal
Sie spielte außer Fußball auch für die Futsal-Nationalmannschaft von Luxemburg und zuvor auf Vereinsebene auch für das Futsal-Team des FC Jeunesse Junglinster bis zu ihrem Wechsel nach Deutschland.

### Tischtennis
Neben ihrem Fußballsport nahm Sertznig an diversen Tischtennis-Turnieren in Luxemburg teil. Als Spielerin des Tischtennisvereins Grevenmacher errang sie in ihrem ersten Turnier 2000/01 den Landesmeistertitel der Mädchen im Einzelwettbewerb. 2003/04 wurde sie abermals Landesmeisterin im Einzel bei den Jugendlichen und 2004/05 gewann sie bei den Seniorinnen die Damenklasse C im Einzelwettbewerb, sowie den Landesmeistertitel im Jugendbereich im Doppel mit ihrer Spielerin Anouck Meis vom Tischtennisverein Lëntgen. In der Saison 2005/06 nahm sie an der Jugendeuropameisterschaft in Prag teil.